# Castelo Branco (freguesia)
Castelo Branco es una freguesia portuguesa del concelho de Castelo Branco, con 169,66 km² de superficie y  habitantes (2001). Su densidad de población es de 184,1 hab/km².